# SN 2006S
SN 2006S – supernowa typu Ia odkryta 26 stycznia 2006 roku w galaktyce UGC 7934. W momencie odkrycia miała maksymalną jasność 17,00m.